# Хай Я
Цінь Чжоу (кит. спр. 秦舟, піньїнь: Qín Zhōu; нар. 1990, Сянтань, Хунань), більш відомий за псевдонімом Хай Я (кит. спр. 海漄, піньїнь: Hǎi Yá) — китайський письменник-фантаст. Член Шеньчженьської асоціації письменників-фінансистів.

## Біографія
Цінь Чжоу народився 1990 року в місті-окрузі Сянтань провінції Хунань. Проживає в місті Шеньчжень і працює у China Merchants Bank.

### Короткі повісті
- «Художник простору-часу» (кит. спр. 时空画师; травень 2022)
- «Пагода храму Фоґун» (кит. спр. 尽化塔; 26 грудня 2022)

## Переклади
Повість «Пагода храму Фоґун» була перекладена англійською як «Pagoda of Fogong Temple» 26 грудня 2022 року у «Future Fiction» #111. Автор перекладу — Чень Цзє.

## Нагороди
- Премія «Г'юґо» за найкращу коротку повість за «Художник простору-часу» 2022 року (2023)[2][5].